# 神所同盟
神所同盟（德语： Gotteshausbund ，意大利语： Lega Caddea ， 羅曼什語：>) 是为对抗库尔采邑主教区和哈布斯堡家族的崛起而于1367年1月29日在今瑞士地区成立的一个联盟。1471年神所同盟与灰色同盟和十辖区同盟结成三同盟。在整个15和16世纪期间，神所同盟与其他两个同盟都与旧瑞士邦联结盟。在拿破仑战争之后，神所同盟成为瑞士格劳宾登州的一部分。